# Friedenskirche (Bern)

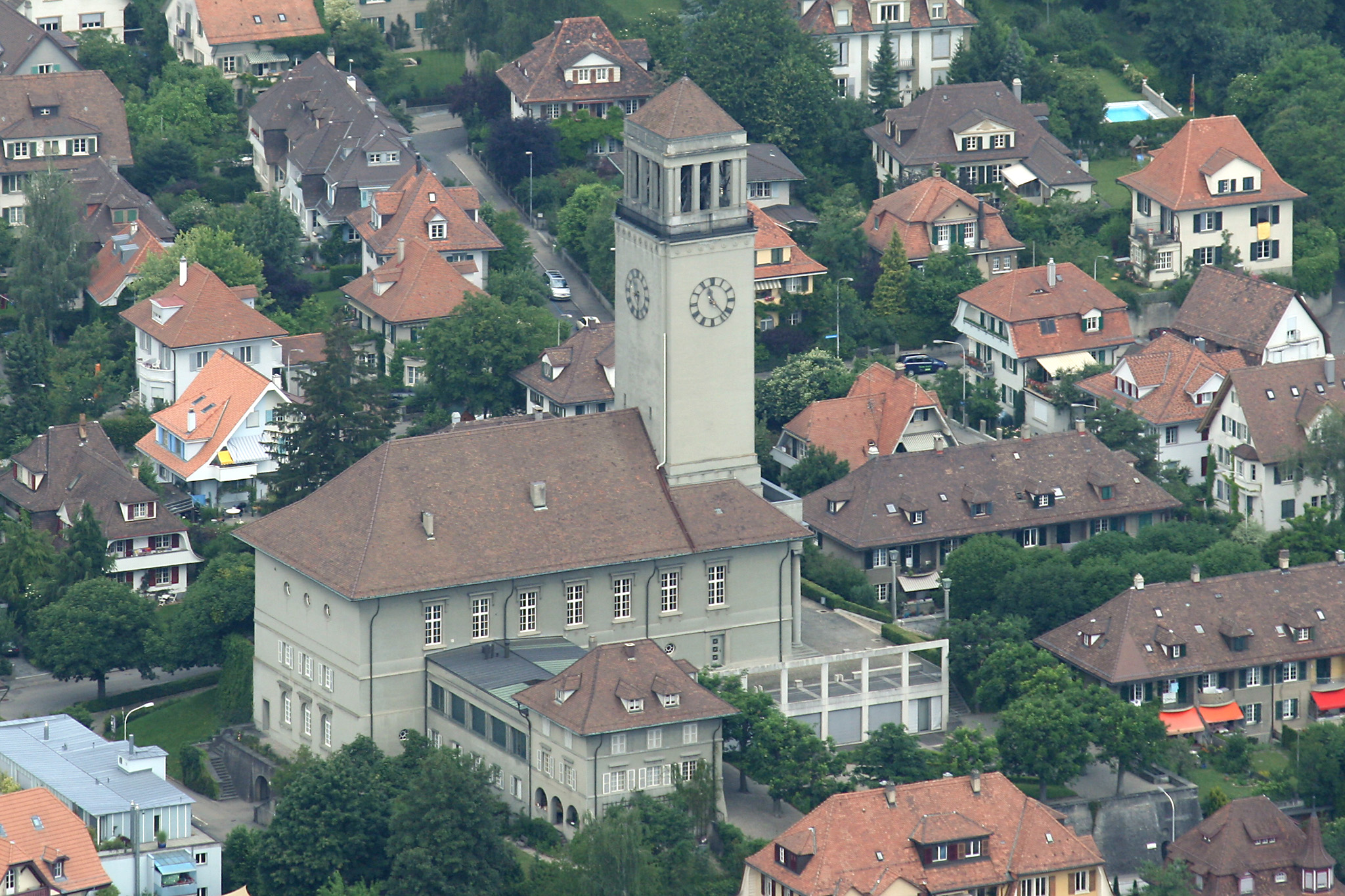
Die Friedenskirche

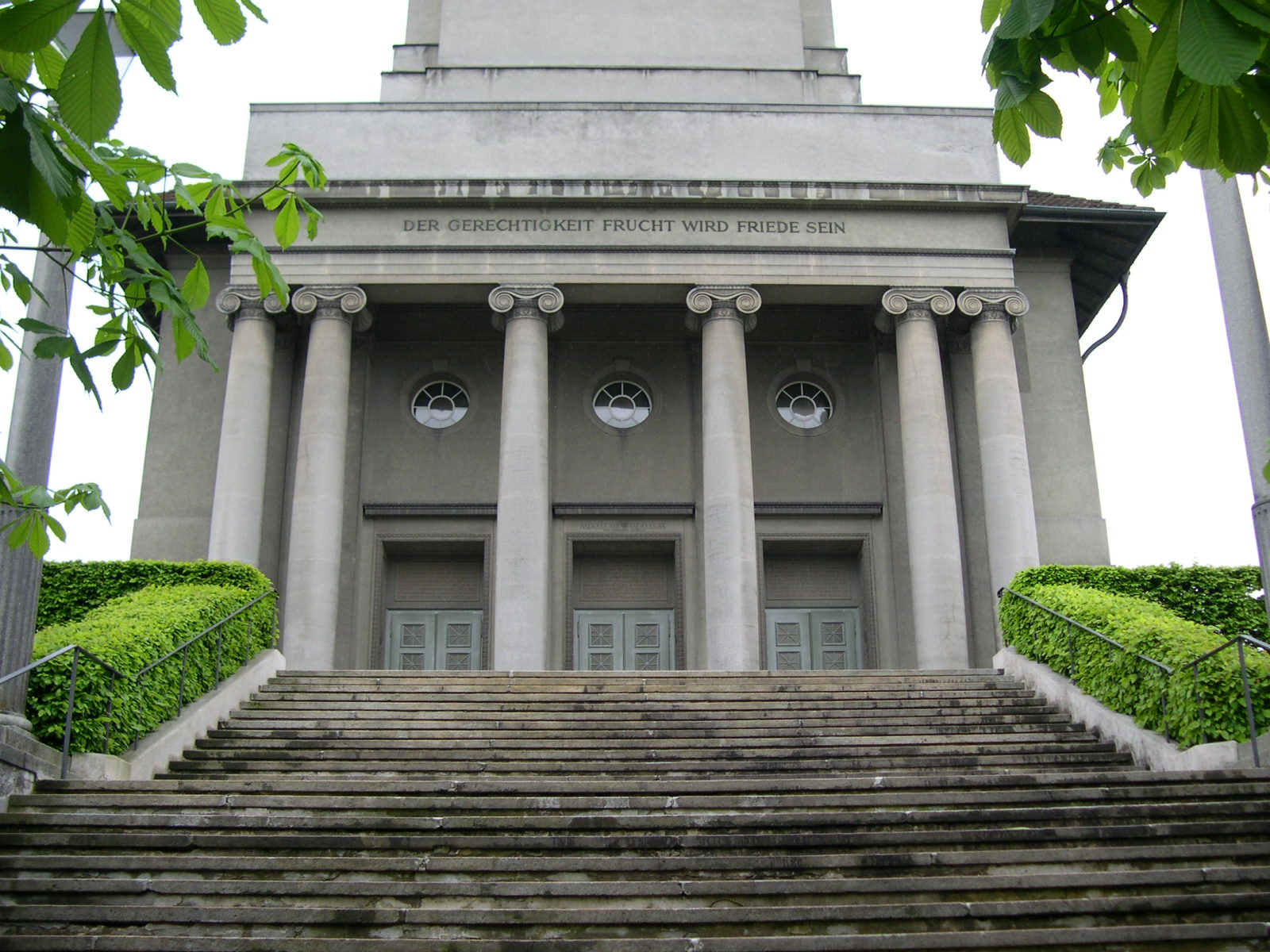
Portal der Friedenskirche mit Freitreppe

Die reformierte Friedenskirche steht in der Friedensstrasse 9 im Quartier Mattenhof der Stadt Bern. Die Kirche umfasst 800 Plätze, das Kirchenschiff ist bis zu 20 m hoch und der Kirchturm 46 m hoch. 
Seit 2023 werden die Gebäude als evangelisches Stadtkloster genutzt.

## Geschichte
Sie wurde von 1918 bis 1920 von Karl Indermühle erbaut und am 21. November 1920 eingeweiht. Ihren Namen erhielt sie zum Gedenken an den Friedensschluss nach dem Ersten Weltkrieg. Das 1915 prämierte Projekt von Indermühle hatte zuvor den Titel «Wahrzeichen» getragen.
Die Friedenskirche krönt nämlich weithin sichtbar eine Anhöhe, die bis in die Mitte des 19. Jahrhunderts wegen ihrer Form Pastetenhubel (Pastetenhügel) und danach Vejelihubel (Veilchenhügel) genannt wurde. Da man annahm, dass einst darauf ein Heiligtum des germanischen Gottes Balder gestanden habe, wurde 1914 eine Strasse an diesem Hügel Balderstrasse benannt. 1917 fand man beim Bau der Kirche Überreste von Gräbern, konnte diese aber nicht datieren.
Über dem Portal, zu dem eine monumentale Freitreppe führt, steht ein Zitat aus Jesaja 32, 17: «Der Gerechtigkeit Frucht wird Friede sein». Der Berner Maler und Kupferstecher Egbert Moehsnang gestaltete im kleinen Saal zwei Rundbogen. Um den neoklassizistischen Kirchenbau herum entstand 1916 bis 1930 eine Überbauung im Heimatstil.

### Umnutzung
In Zeiten des Mitgliederschwunds wurde seit 2016 über eine mögliche Umnutzung der Kirche nachgedacht. 2022 wurde bekannt, dass in der Friedenskirche und ihren weiteren Gebäuden ein neuartiges evangelisches Stadtkloster entstehen soll. Die Gesamtkirchgemeinde Bern und der Verein Stadtkloster haben im Dezember 2022 eine entsprechende Absichtserklärung unterzeichnet. Ab Sommer 2024 übernahm die Gruppe die Verantwortung.

## Orgel
Die Orgel der Friedenskirche wurde 1970 von der Orgelbaufirma Theodor Kuhn AG erbaut. Das Schleifladen-Instrument hat 46 Register auf drei Manualwerken und Pedal. Die Spieltrakturen sind mechanisch, die Registertrakturen sind elektropneumatisch.
| I Positiv C–g3 |       |
| Gedackt        | 8′    |
| Quintatön      | 8′    |
| Principal      | 4′    |
| Spitzflöte     | 4′    |
| Octave         | 2′    |
| Larigot        | 1 ⁄3′ |
| Octave         | 1′    |
| Mixtur IV      | 2⁄3′  |
| Rankett        | 16′   |
| Krummhorn      | 8′    |

| II Hauptwerk C–g3   |     |
| Rohrgedackt         | 16′ |
| Principal           | 8′  |
| Rohrflöte           | 8′  |
| Viola da Gamba      | 8′  |
| Octave              | 4′  |
| Hohlflöte           | 4′  |
| Superoctave         | 2′  |
| Mixtur major IV-V   | 2′  |
| Mixtur minor III-IV | 1′  |
| Kornett V           | 8′  |
| Trompete            | 8′  |

| III Schwellwerk C–g3 |        |
| Principal            | 8′     |
| Koppelflöte          | 8′     |
| Salicet              | 8′     |
| Unda maris           | 8′     |
| Octave               | 4′     |
| Rohrflöte            | 4′     |
| Quinte               | 2 ⁄3′  |
| Flageolet            | 2′     |
| Terz                 | 1 3⁄5′ |
| Mixtur IV            | 2′     |
| Zimbel IV            | 1⁄2′   |
| Basson               | 16′    |
| Trompette harmonique | 8′     |
| Clairon              | 4′     |

| Pedalwerk C–f1 |       |
| Principal      | 16′   |
| Subbass        | 16′   |
| Principal      | 8′    |
| Spitzflöte     | 8′    |
| Octave         | 4′    |
| Gemshorn       | 4′    |
| Nachthorn      | 2′    |
| Mixtur IV      | 2 ⁄3′ |
| Posaune        | 16′   |
| Zinke          | 8′    |
| Schalmei       | 4′    |

- Koppeln: II/I, III/I, IIII/II, I/P, II/P, III/P